# 一身田站

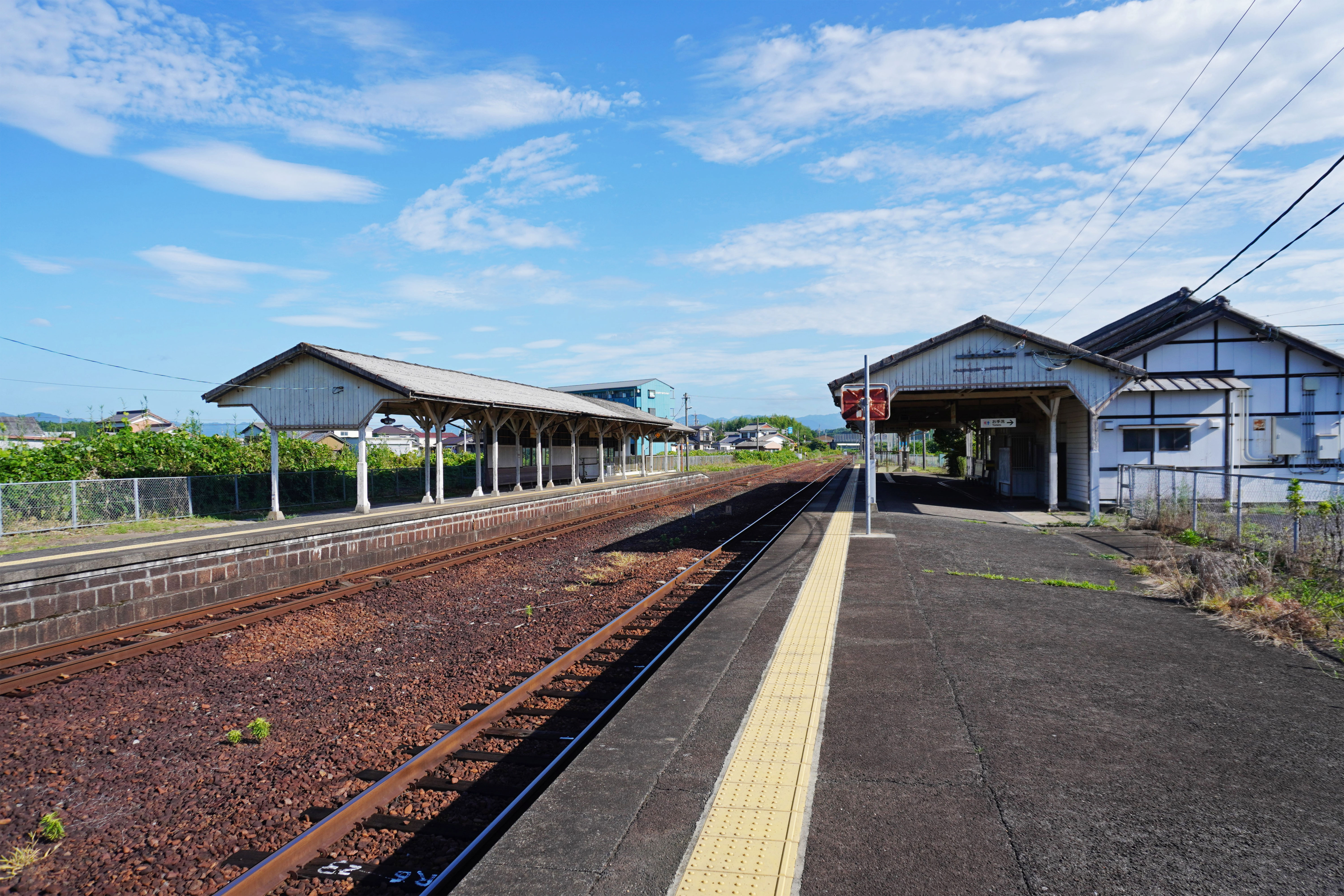
月台(2023年7月)

一身田站（日语：／ Ishinden eki */?）是位於三重縣津市大里窪田町，東海旅客鐵道（JR東海）的紀勢本線車站。

## 歷史
- 1891年（明治24年）
  - 8月21日：關西鐵道津支線龜山至一身田站之間開通，此站啟用[1]。
  - 11月4日：關西鐵道津支線延長至津站，成為中途站[1]。
- 1907年（明治30年）10月1日：根據鐵道國有法（日语：鉄道国有法），把關西鐵道國有化。成為官設鐵道的車站[1]。
- 1909年（明治42年）10月12日：制定路線名稱。成為參宮線車站[1]。
- 1923年（大正12年）12月：車站大樓改建。
- 1959年（昭和34年）7月15日：改變路線名稱，包括此站在內參宮線龜山至多氣之間成為紀勢本線[1]。
- 1962年（昭和37年）2月1日：不再提供貨物裝卸服務。
- 1983年（昭和58年）12月21日：不再提供行李裝卸服務[2]。
- 1987年（昭和62年）4月1日：伴隨國鐵分割民營化，車站由東海旅客鐵道（JR東海）營運[1]。
- 2011年（平成23年）10月1日：不再成為簡易委託車站，成為無人車站。

## 車站構造
車設設有2面2線的相對式月台，可進行列車交會的地面車站。設有地下隧道連接兩月台。在兩月台中間曾設有中線，在撒走後，使兩月台之間的距離較闊。此外，月台的高度高於車站大樓的地面。車站大樓於1923年12月竣工，為木造瓦頂的建築物，位於車站東邊（1號月台）。車站由津站管理的無人車站，在2011年9月30日前，車站為簡易委託車站，在售票櫃臺中設有MARS系統終端機。

### 月台
| !月台 | 路線      | 上下行 | 方向           |
| ----- | --------- | ------ | -------------- |
| 1     | ■紀勢本線 | 下行   | 津、伊勢市方向 |
| 2     | ■紀勢本線 | 上行   | 龜山方向       |

## 使用狀況
根據「三重縣統計書」，以下列出近年1日平均乘車人次。
| 年度   | 一日平均 乘車人次 |
| ------ | ----------------- |
| 1998年 | 1,198             |
| 1999年 | 1,181             |
| 2000年 | 1,141             |
| 2001年 | 1,071             |
| 2002年 | 1,071             |
| 2003年 | 1,076             |
| 2004年 | 1,062             |
| 2005年 | 1,063             |
| 2006年 | 1,047             |
| 2007年 | 1,073             |
| 2008年 | 1,041             |
| 2009年 | 1,002             |
| 2010年 | 1,004             |
| 2011年 | 938               |
| 2012年 | 983               |
| 2013年 | 996               |
| 2014年 | 1,000             |
| 2015年 | 997               |
| 2016年 | 1,044             |
| 2017年 | 1,079             |

在紀勢本線JR東海管轄區間中，繼津站、龜山站、松阪站後，最多人使用的車站。車站接近高田中學·高等學校和[[高田短期大學}}，因此有許多學生使用。

## 車站周邊
距離高田本山（真宗高田派總本山專修寺）最近的車站。
- 高田本山專修寺（日语：専修寺） - 車站大樓正面的車站牌中印有該寺的朱印[1]。
- 高田短期大學
- 高田中學·高等學校（日语：高田中学校・高等学校）
- 津市立一身田中學
- 津市立一身田小學
- 高田幼稚園
- 高田幼兒園
- 津警署一身田崗亭
- 一身田郵局
- Seniya（日语：ぜにや） 一身田店
- 東一身田站 - 伊勢鐵道伊勢線（在此站東南方）

### 巴士路線
三重交通
- 30系統 往米津（經津站、西阿漕）
- 51系統 往津新町站、三重醫院

## 其他
- 當地人把「一身田」會讀作。鐵道唱歌第五集「關西、參宮、南海編」也採用該讀音。
- 在2009年記念鐵道之日·JR全線任乘車票（日语：鉄道の日記念・JR全線乗り放題きっぷ）的海報中出現了此車站。

## 相鄰車站
東海旅客鐵道（JR東海）
■紀勢本線
下庄－一身田－津

## 注腳